# Ruga (dermatologia)

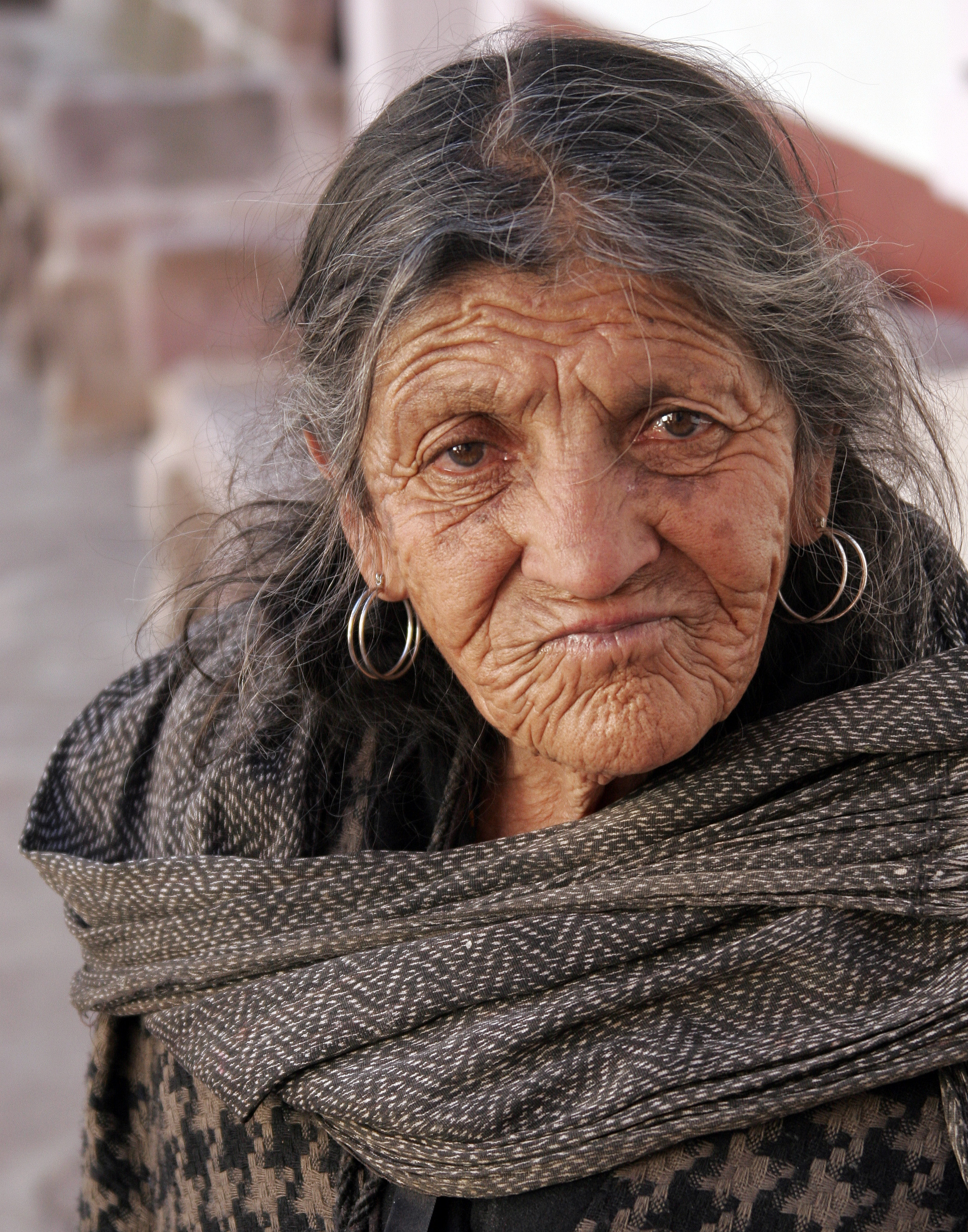
Un'anziana di Zacatecas, Messico: solitamente le rughe sono caratteristiche di un'età avanzata

Una ruga è una piega sulla superficie della pelle. Essa consiste in un cedimento delle strutture cutanee dovuto ad una carenza di collagene, dovuta allo stiramento e all'estensione ripetuti di alcune zone della pelle, in particolar modo del viso. Anche la carenza di elastina, proteina a cui si deve la morbidezza della pelle, ha un certo ruolo. La sua diminuzione causa l'aumento di volume della pelle e fenomeni quali il doppio mento.
In generale le cause delle rughe sono di varia natura: l'età, i fattori genetici, ambientali, costituzionali, esposizione al sole.
Le rughe iniziano a manifestarsi mediamente nella donna tra i 20 e i 25 anni di età; nell'uomo tra i 25 e i 30; non mancano tuttavia casi di rughe precoci dovute all'eccessiva esposizione solare e all'inquinamento.

## Terapia
Non esiste una terapia efficace a medio termine non chirurgica contro le rughe ed anche la terapia chirurgica non può essere sempre applicata e non può impedire il naturale invecchiamento della cute.

## Prevenzione
Il naturale invecchiamento della pelle può essere rallentato con un'alimentazione sana e ricca di antiossidanti, con l'utilizzo di lozioni o creme idratanti ma soprattutto con la protezione dai raggi solari e non fumare